# Armadillidium clavigerum
Armadillidium clavigerum is een pissebed uit de familie Armadillidiidae. De wetenschappelijke naam van de soort is voor het eerst geldig gepubliceerd in 1928 door Verhoeff.